# Суарес, Адольфо
Адо́льфо Суа́рес Гонса́лес, 1-й герцог Суа́рес, (исп. Adolfo Suárez González, 25 сентября 1932, Себрерос, провинция Авила — 23 марта 2014, Мадрид) — испанский государственный деятель. По профессии адвокат, член коллегии адвокатов Мадрида. Первый председатель правительства Испании с 3 июля 1976 года по 29 января 1981 года. После смерти диктатора Франсиско Франко Адольфо Суаресу удалось объединить Испанию, легализовать политические партии, провести первые демократические выборы, принять конституцию страны, гарантирующую права и свободы её граждан.

## Биография
Родился в Себреросе. Его отец, Ипполито Суарес Гэрра, был государственным служащим невысокого ранга, а мать, Херминия Гонсалес Прадос, принадлежала к семье, пользовавшейся большим политическим влиянием в Себреросе. Получил юридическое образование, стал лиценциатом права Университета Саламанки и доктором права (с отличием) Мадридского университета Комплутенсе. Занялся адвокатской деятельностью и стал членом Испанского института процессуального права и членом-корреспондентом Института политических наук.
Начал политическую карьеру под руководством Фернандо Эрреры Техедора, функционера режима Франсиско Франко, связанного с религиозной организацией Opus Dei и занимавшего одно время должность гражданского губернатора Авилы — родной провинции Суареса. В 1958 году Суарес вступил в единственную легально действовавшую при франкистском режиме партию «Национальное движение» (ИТФ СНСН). С 1961 года занимал пост начальника технического кабинета заместителя генерального секретаря Национального движения, в 1964—1968 годах работал на испанском радиовещании и телевидении, с 1967 года — прокурадор кортесов (депутат парламента) от Авилы, с 1968 по 1969 год — гражданский губернатор Сеговии, с 1969 по 1973 год — генеральный директор Испанского радиовещания и телевидения, затем был президентом Национальной компании туризма.
В марте 1975 года занял пост заместителя генерального секретаря Национального движения. С декабря 1975 года — министр — генеральный секретарь Национального движения в первом правительстве, сформированном после смерти Франсиско Франко, сменил на этом посту своего скончавшегося политического наставника Фернандо Эрреру Техедора. Получил это назначение по рекомендации Торкуато Фернандеса-Миранды, бывшего в то время председателем Королевского совета и председателем кортесов, одного из ближайших соратников вступившего на престол короля Хуана Карлоса I.

## Премьер-министр
Фернандес-Миранда, убеждённый сторонник демонтажа франкистского режима, рекомендовал королю своего протеже, малоизвестного в стране Адольфо Суареса, на должность председателя правительства. В июне 1976 года он обратил на себя внимание общества тем, что процитировал в своей речи в кортесах стихотворение Антонио Мачадо, сторонника республиканцев во время Гражданской войны, умершего в эмиграции во Франции.
3 июля 1976 года был назначен на должность премьер-министра указом короля Хуана Карлоса I (вместо убеждённого франкиста Карлоса Ариаса Наварро). Позднее король объяснил назначение Суареса следующим образом:
Адольфо Суарес вышел из франкизма и в нём вряд ли могли заподозрить человека, готового к радикальным переменам, неприемлемым для определённых кругов нашего общества. При этом он был молодым, современным и достаточно честолюбивым для того, чтобы хотеть стать тем человеком, кто сможет разрешить трудности нашего времени. Суарес был франкистом, но таким, который сумел убедить антифранкистов в том, что ему можно доверять. Он был человеком, обладавшим терпением и мудростью — качествами, необходимыми в тот момент, ведь переход от диктатуры к демократии должен был происходить постепенно, а не с помощью одномоментного уничтожения всего того, что существовало при Франко. Успех его превзошёл все ожидания. Но не забудем, что за ним стоял весь испанский народ, который больше всего хотел мира.
В должности главы правительства Суарес реализовал масштабный проект по переходу Испании от авторитарного государства к политической демократии. Уже в июле 1976 была объявлена частичная амнистия осуждённым за политические преступления, которая была расширена в марте 1977 года. В 1976 году был принят закон о политической реформе, одобренный в том же году на референдуме. В стране была восстановлена многопартийная система, а 1 апреля 1977 года упразднено Национальное движение. 9 апреля того же года правительство Суареса легализовало Коммунистическую партию, уже вставшую на позиции еврокоммунизма, — это был один из наиболее трудных шагов его кабинета, против которого возражали даже некоторые сторонники реформ (например, Фернандес-Миранда, который даже ушёл в отставку с должности председателя Королевского совета). Затем были ликвидированы контролировавшиеся властями «вертикальные» франкистские профсоюзы и разрешена деятельность независимых профобъединений. В своей деятельности Суарес опирался на поддержку первого заместителя председателя правительства генерала Мануэля Гутьерреса Мельядо, который обеспечивал лояльность проводимым реформам со стороны вооружённых сил.
15 июня 1977 года были проведены первые после 1936 года многопартийные выборы в парламент, на которых одержала победу созданная в том же году коалиция Союз демократического центра (СДЦ), в состав которой, наряду с бывшими франкистами, вошли представители левоцентристских и центристских политических сил. В августе коалиция преобразовалась в партию и Суарес стал её первым председателем. Сам Суарес был избран в парламент как депутат от Мадрида (оставался депутатом до 1991). Была предоставлена частичная автономия Каталонии (29 сентября 1977) и Стране Басков (31 декабря 1977), что стало свидетельством разрыва с франкистской политикой строгого унитаризма. В октябре 1977 года основные политические силы страны подписали так называемые «Пакты Монклоа» (по названию резиденции главы правительства в Мадриде), который предусматривал набор мер в области политики и экономики по завершению перехода страны к демократии. В частности, Пакт предусматривал парламентский контроль над средствами массовой информации, реорганизацию сил правопорядка, либерализацию законодательства о митингах и собраниях, демократизацию системы социального обеспечения и сферы образования, проведение налоговой реформы и др. «Пакт Монклоа» стал классическим примером компромисса между различными партиями на основе общенационального консенсуса для реализации общих задач в «переходном» обществе.
В 1977 году Испания установила дипломатические отношения с СССР и странами социалистического лагеря. Во внешней политике возобладал курс на сближение с ЕЭС и НАТО, которое позволило бы поправить дела в экономике и стабилизировать внутриполитическую обстановку.
31 октября 1978 года парламент принял гарантировавшую населению страны широкие права и свободы демократическую Конституцию страны, которая 6 декабря 1978 года была одобрена на референдуме. 1 марта 1979 года уже на основе новой Конституции прошли выборы в кортесы, на которых вновь победил СДЦ, после чего Суарес вновь возглавил правительство. Однако 29 января 1981 года он подал в отставку с поста главы правительства. Усиление позиций левых политических сил, в первую очередь, Испанской социалистической рабочей партии (ИСРП), сопровождалось «поправением» СДЦ, для большинства лидеров которого Суарес оказался недостаточно консервативным политиком. Кроме того, резко обострились многие социально-политические проблемы страны.
Социально-экономическое положение страны оставалось крайне сложным. Инфляция достигала 16 %, безработица 20 %. Росли уголовная преступность и политический терроризм (прежде всего со стороны баскских сепаратистов). Суаресу предъявлялись претензии в том плане, что политическая демократизация осуществляется за счёт экономики и общественной стабильности.
Известный испанский журналист Хосе Луис де Вилальонга так описывает характеризовал ситуацию, в которой оказался Суарес к концу своего премьерства:
Партия, которую он возглавлял, напоминала корабль без руля и ветрил. Суарес не мог остановить волну насилия террористов ЭТА, которые избрали своей мишенью военных. В армии поднимались недовольство и волнение. На Суареса нападали со всех сторон, и он уже не знал, к кому обратиться. Военные не простили ему легализации Коммунистической партии, правые упрекали в том, что тот стал первым премьер-министром, принявшим исламиста Ясира Арафата и публично обнявшим его. Предприниматели вели против него нескончаемую войну на истощение. Банкиры решили больше не поддерживать человека, позволявшего себе хвастаться тем, что деньги для него не имеют значения. Католическая церковь подняла тревогу, узнав о подготовке закона о разводе. Профсоюзы уже не верили обещаниям, поскольку они не выполнялись. Суарес стал персоной исключительно непопулярной и в конце концов признал своё поражение.
После отставки Суареса в период утверждения кандидатуры нового главы правительства в стране произошла неудачная попытка военного переворота. 23 февраля 1981 года в шесть часов двадцать минут вечера группа жандармов во главе с подполковником Антонио Техеро ворвалась в зал заседания кортесов, когда председатель палаты депутатов Ланделино Лавилья проводил голосование по кандидатуре нового премьер-министра. Техеро, поднялся на ступеньки трибуны и, оказавшись вровень с председателем, закричал: «Всем — молчать! На пол! Все — на пол!». Суарес, как и другие депутаты, оказавшиеся в заложниках у бунтовщиков, вёл себя мужественно, отказавшись ложиться на пол по их требованию. Пытаясь завладеть ситуацией, Техеро заявил, что подчиняется приказам короля. Хуан Карлос I узнал о происходящем по радио и связался с генералом Альфонсо Армадой, заместителем начальника Генерального штаба сухопутных войск, чтобы узнать подробности. Заговорщики хотели восстановить франкизм. По их плану новым президентом должен был стать именно Армада. Он выехал во дворец Сарсуэла, чтобы под предлогом установления в стране монархии склонить короля на свою сторону и от его имени отдать нужные приказы армии. В этом случае успех переворота был гарантирован, так как король со времен Франко являлся бессменным главнокомандующим. В этой ситуации, Хуан Карлос I вызвал съемочную группу телевидения во дворец и в мундире генерал-капитана произнес речь к народу, в которой осудил государственный переворот. 24 февраля путчисты покинули здание парламента, а затем, оставшись без поддержки, сдался и сам Антонио Техеро. Попытка переворота сорвана.
Посол СССР в Испании Юрий Дубинин в своих мемуарах дал такой портрет Суареса:
У Суареса гордо вскинутая голова, красивое, словно точёное, лицо, чёрные волосы, фигура спортсмена, порывистые движения, чистейший кастильский выговор. Беседу он вёл в быстром темпе, чеканя формулировки и остро ставя вопросы.

## Деятельность после ухода с должности премьер-министра
В 1981 году король Хуан Карлос I за заслуги в обеспечении перехода Испании к демократии присвоил Суаресу титул герцога и гранда Испании. В 1982 он покинул ряды СДЦ и основал партию Демократический и социальный центр, которая находилась в левоцентристской части политического спектра и по своей программе была близка к социалистам. Однако в условиях поляризации симпатий испанских избирателей между ИСРП и консервативной Народной партией он не смог добиться больших успехов, хотя и избирался в кортесы от своей партии в 1982, 1986 и 1989 годах. В 1991 году он покинул политику.
Суарес избирался президентом международного совета Института европейско-латиноамериканских отношений (IRELA), вице-президентом и президентом (1989—1992) Либерального интернационала.
Суарес получил ряд высоких наград и отличий за свой вклад в развитие испанской демократии. В 1996 году он был удостоен премии принца Астурийского, которую называют «испанской Нобелевской премией». Он стал доктором honoris causa Мадридского университета Комплутенсе, университета Ла-Коруньи, Политехнического университета Мадрида, Политехнического университета Валенсии, Национального университета Асунсьона (Парагвай). В июне 2007 году, к 30-летию со дня проведения первых постфранкистских демократических выборов, Суарес был награждён орденом Золотого руна.
В 2007 году телеканал Antena 3 в рамках проекта «Самый знаменитый испанец» провёл опрос, по итогам которого Суарес занял пятое место среди выдающихся персон за всю историю страны, а среди избираемых правителей Испании — первое место.

## Личная жизнь и болезнь
Суарес был женат на Ампаро Ильяне. В семье родилось пятеро детей — сыновья Адольфо Суарес Ильяна (деятель Народной партии) и Франсиско Хавьер и дочери Мария Ампаро, Сонсолес и Лаура. Семейная жизнь Суареса сложилась трагически: у его жены и старшей дочери Марии был диагностирован рак, и они скончались, соответственно, в 2001 и 2004 годах. Уход Суареса из политики был в значительной степени связан с желанием посвятить себя уходу за больной женой. Ещё одна его дочь, Сонсолес, также перенесла рак. Эти драматические события сильно подорвали здоровье Суареса. 31 мая 2005 года сын Адольфо Суареса в интервью испанскому телевидению сообщил о том, что отец к тому времени уже в течение двух лет страдал болезнью Альцгеймера. По словам Суареса-младшего, его отец «не помнит, что был председателем правительства, никого не узнаёт и лишь реагирует на проявления ласкового отношения к себе».
21 марта 2014 года было объявлено, что Адольфо Суарес находится при смерти в больнице Мадрида. Его сын, Адольфо Суарес Ильяна, сообщил, что, несмотря на улучшения в ходе лечения пневмонии, неврологическое заболевание отца прогрессирует, сказав, что «развязка неминуема». По его словам, смерть может произойти в ближайшие 48 часов, и семья надеется, что больной «не будет страдать и уйдет с миром. Два последних дня были очень счастливыми, отец был окружен членами своей семьи и улыбался нам больше, чем за последние пять лет. Когда я приехал сюда, он ещё улыбался мне. Без его помощи Испания никогда бы не полетела так высоко и далеко». Также он поблагодарил СМИ за то, как они повели себя в ситуации с болезнью его отца, и попросил их сделать «последнее усилие», сказав, что находится «на пределе», и если не сможет сообщить о смерти своего отца, то это сделают врачи. Он сказал, что уже был проведен обряд соборования, и напомнил, что семья готовилась к этому дню 11 лет: «это никогда не бывает просто. Сейчас все в руках Божьих». О состоянии здоровья Суареса было доложено премьер-министру Мариано Рахою и королю Хуану Карлосу. В последние часы Адольфо Суарес принимал родственников и близких друзей.

## Смерть и похороны
Адольфо Суарес скончался 23 марта 2014 года на 82-м году жизни в мадридской клинике CEMTRO. В 15 часов 14 минут пресс-секретарь семьи Суарес Фермин Урбиола сказал: «по желанию семьи я сообщаю о кончине Адольфо Суареса. Спасибо за вашу заботу и поддержку». Глава клиники, доктор Педро Гильен, сказал, что «жизнь — это последовательность событий. Мы сделали все возможное, чтобы дон Адольфо и его семья ни в чём не испытывали недостатка». В свою очередь, доктор Исабель де ла Асуэла объяснила, что дополнительные меры не принимались и Суареса лечили по стандартной схеме: «он был спокоен и окружен членами семьи». На смерть Суареса откликнулись видные политические и общественные деятели Испании и всего мира. Председатель Европейской комиссии Жозе Мануэл Баррозу, выражая соболезнования в твиттере, назвал Суареса «ключевой фигурой в истории Испании» и «вдохновителем» современных европейских политиков. Хуан Карлос I сказал, что: «он всегда и во всем был верен короне в полном смысле этого слова: защищал демократию, верховенство закона, единство и многообразие Испании». Премьер-министр Испании Мариано Рахой обратился с призывом к испанскому народу: «Настал час выразить всю глубину нашей благодарности и уважения этому человеку, который всех примирил, который сделал возможным развитие демократии в Испании и открыл ей дверь в Европу». Теннисист Рафаэль Надаль отдал долг памяти, написав в своём твиттере: «Спасибо Адольфо Суаресу за всю работу, проделанную во благо всех испанцев. Мои соболезнования членам его семьи».
В Испании был объявлен трехдневный траур. Гроб с телом Суареса для общественного прощания был установлен в зале Конгресса депутатов — нижней палаты Генеральных кортесов Испании. Проститься с Суаресом несмотря на дождь пришли больше 12 тысяч человек. Церемония прощания была остановлена в 2:18 по желанию членов семьи Суареса после того, как с экс-премьером простился последний человек, стоявший в очереди. На церемонии присутствовали экс-премьер-министры Хосе Луис Сапатеро, Хосе Мария Аснар и Фелипе Гонсалес Маркес, королевская семья, пресс-секретарь Народной партии Альфонсо Алонсо, пресс-секретарь группы социалистов в Конгрессе Сорайя Родригес, депутат от Народной партии Беатрис Родригес Салмонес, тореадор Хуан Хосе Падилья, родственники и друзья семьи, сын Адольфо Суарес Ильяна с супругой и некоторые из внуков. Семью Суареса сопровождал председатель Конгресса Хесус Посада, сказавший: «мне кажется очень правильным, что многие граждане пришли поблагодарить его, ведь именно ему мы обязаны всем тем, что являла собой Испания в последние сорок лет».
25 марта церемония открылась в 8:00 и закрылась в 10:00, а часом позже на площади Сибелес состоялась церемония прощания с государственными почестями. После траурной церемонии прощание прошло в его родном городе Авиле. По окончании заупокойной мессы в кафедральном соборе тело Суареса было предано земле в его внутренней галерее. На могильной плите выгравированы слова: «Согласие стало возможным».
1 апреля в кафедральном соборе Альмудена в Мадриде состоялась государственная траурная церемония памяти Адольфо Суареса. В поминальной службе приняли участие король Хуан Карлос I и королева София, главы государств и правительств многих стран.

## Память
В начале 2009 года Народная партия Испании выступила в Конгрессе с предложением дать мадридскому международному аэропорту Барахас имя Адольфо Суареса. По мнению представителей партии, он сыграл ключевую роль по установлению демократического режима в стране, и этот вклад не может остаться неотмеченным потомками. Генеральный секретарь партии Хосе Луис Айлон ещё до рассмотрения проекта указа счел нужным сообщить об этой инициативе «народников» родственникам экс-премьера, которые выразили ему свою горячую признательность. В то же время, власти автономии Кастилья-и-Леон начали в Авиле строительство музея, посвященного жизни бывшего главы испанского правительства.
Уже после смерти Суареса, в правительстве Испании сообщили, что аэропорт Баррахас будет носить имя Адольфо Суареса. В его честь будут названы также улицы, площади и парки испанских городов. Министерство развития Испании одобрило инициативу премьер-министра страны Мариано Рахоя, предложившего переименовать аэропорт в честь Суареса. Теперь аэропорт будет официально называться «Адольфо Суарес, Мадрид-Барахас». Ранее эту идею уже поддержала мэр Мадрида Ана Ботелья, сказав, что «аэропорт — это нечто символическое для Мадрида и для Испании, а Адольфо Суарес несомненно является особенной личностью для нашей демократии».

## Награды
| Страна     | Дата                          | Награда                                                 | Награда                                                 | Литеры |
| ---------- | ----------------------------- | ------------------------------------------------------- | ------------------------------------------------------- | ------ |
| Испания    | 18 июля 1969 —                | Кавалер Большого креста ордена Гражданских заслуг       | Кавалер Большого креста ордена Гражданских заслуг       |        |
| Испания    | 17 ноября 1969 —              | Золотая медаль провинции Сеговия                        | Золотая медаль провинции Сеговия                        |        |
| Испания    | 14 сентября 1970 —            | Кавалер Большого креста Военных заслуг белого дивизиона | Кавалер Большого креста Военных заслуг белого дивизиона |        |
| Испания    | 1 апреля 1971 —               | Кавалер Большого креста                                 | ордена Альфонсо X Мудрого                               |        |
| Испания    | 1 апреля 1967 — 1 апреля 1971 | Командор                                                | ордена Альфонсо X Мудрого                               |        |
| Испания    | 1 апреля 1972 —               | Кавалер Большого креста Морских заслуг белого дивизиона | Кавалер Большого креста Морских заслуг белого дивизиона |        |
| Испания    | 18 июля 1972 —                | Кавалер Большого креста ордена Сиснероса                | Кавалер Большого креста ордена Сиснероса                |        |
| Испания    | 29 сентября 1973 —            | Кавалер Большого креста ордена Изабеллы Католической    | Кавалер Большого креста ордена Изабеллы Католической    |        |
| Испания    | 4 июля 1975 —                 | Кавалер Большого креста Имперского ордена Ярма и стрел  | Кавалер Большого креста Имперского ордена Ярма и стрел  |        |
| Португалия | 20 апреля 1978 —              | Кавалер Большого креста ордена Христа                   | Кавалер Большого креста ордена Христа                   | GCC    |
| Испания    | 5 июля 1976 — 26 февраля 1981 | Великий канцлер                                         | ордена Карлоса III                                      |        |
| Испания    | 24 марта 2014 (посмертно)     | Кавалер цепи                                            | ордена Карлоса III                                      |        |
| Испания    | 23 июня 1978 —                | Кавалер Большого креста                                 | ордена Карлоса III                                      |        |
| Португалия | 22 февраля 1996 —             | Кавалер Большого креста ордена Свободы                  | Кавалер Большого креста ордена Свободы                  | GCL    |
| Испания    | 13 сентября 1996 —            | Лауреат премии принца Астурийского                      | Лауреат премии принца Астурийского                      |        |
| Испания    | 8 июня 2007 —                 | Рыцарь ордена Золотого руна                             | Рыцарь ордена Золотого руна                             |        |